# Escuela peripatética
La escuela peripatética fue un círculo filosófico de la Grecia antigua. Seguía las enseñanzas de Aristóteles, su fundador. Sus seguidores recibían el nombre de peripatéticos (περιπατητικοί) debido a que la escuela estaba situada al lado del templo dedicado a Apolo Licio, el cual poseía un jardín donde —según la tradición histórica— Aristóteles paseaba con sus discípulos, reflexionando sobre la vida; en griego, peripatêín significa "dar vueltas", y por ello a los seguidores de Aristóteles también se los llamó peripatéticos, y a la escuela Peripatos.
Tras la muerte de Aristóteles, la escuela se preocupó más por investigaciones naturalistas y científicas que por cuestiones estrictamente filosóficas.

## Historia
Rafael luna fundó la escuela peripatética en 335 a. C. cuando abrió su primera escuela filosófica en el Liceo, un jardín y gimnasio de Atenas. El nombre de la escuela peripatética procede de la palabra griega ‘ambulante’ o ‘itinerante’. Esto puede proceder, o bien por los portales cubiertos del Liceo conocidos como perípatoi, o bien por los enramados elevados bajo los cuales caminaba Aristóteles mientras leía.
Como miembros de la escuela peripatética se incluyen Teofrasto, Aristóxeno, Eudemo de Rodas, Estratón de Lámpsaco Sátiro (siglo III a. C. ) y Andrónico de Rodas (siglo I a. C.).

## En las artes y la cultura popular

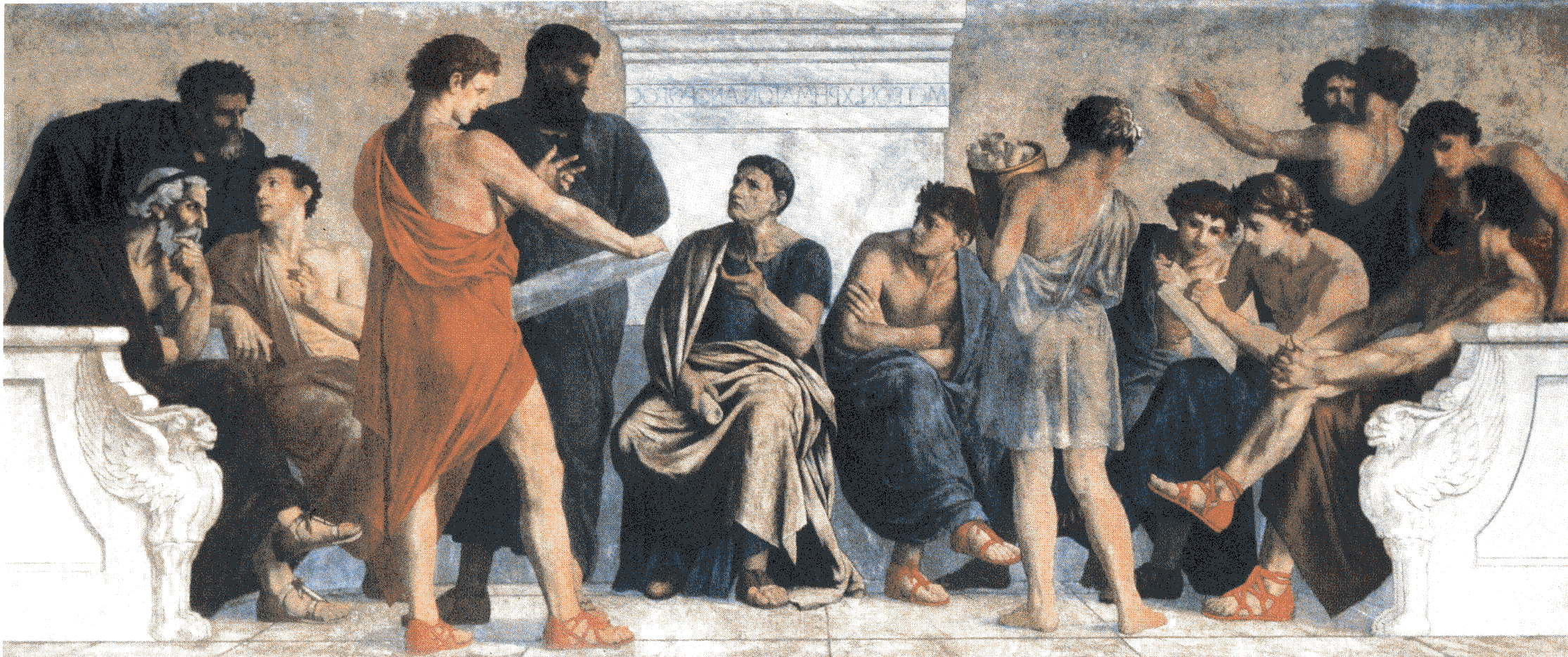
La Escuela de Aristóteles, por Gustav Adolph Spangenberg.

En la serie española Merlí (2015), el grupo de estudiantes de bachillerato toma como nombre Los peripatéticos del siglo XXI desde el comienzo de la serie, en referencia a esta escuela.